# John Maxwell Coetzee
John Maxwell (J.M.) Coetzee (Kaapstad, 9 februari 1940) is een Australische schrijver en literair vertaler van Zuid-Afrikaanse origine. Op 10 december 2003 werd de Nobelprijs voor Literatuur aan hem uitgereikt. Coetzee wordt beschouwd als een van de belangrijkste schrijvers van deze tijd.

## Leven
Het voorgeslacht van Coetzee bestaat voor het merendeel uit naar Zuid-Afrika geëmigreerde 17e-eeuwse Nederlanders. Hij groeide op in een Engelstalige familie, maar spreekt ook Afrikaans (en daarmee redelijk goed Nederlands).
Coetzee studeerde wiskunde en Engels aan de Universiteit van Kaapstad. Begin jaren zestig verhuisde hij naar Groot-Brittannië, waar hij werkte als computerprogrammeur. Zijn ervaringen werden later verwerkt in het boek Youth (2002). Daarna studeerde hij literatuur aan de Universiteit van Texas in Austin en doceerde vervolgens tot 1971 Engels aan de Universiteit van Buffalo (Staatsuniversiteit van New York). In 1970 belandde hij in een Amerikaanse gevangeniscel omdat hij deelnam aan een protest tegen de oorlog tegen Vietnam. Dit betekende het einde van zijn Amerikaanse academische carrière.
In 1971 keerde Coetzee terug naar Zuid-Afrika. Hij werd hoogleraar Engels aan de Universiteit van Kaapstad en ging daar in 2002 met pensioen. Vervolgens verhuisde hij naar Adelaide (Australië), waar hij een ereaanstelling kreeg als onderzoeker aan de faculteit Engels van de Universiteit van Adelaide. Van 2002 tot 2003 was hij eveneens hoogleraar aan de Universiteit van Chicago. Op 6 maart 2006 werd hij Australisch staatsburger.
Los van zijn academische werk is Coetzee sinds de jaren zeventig op de eerste plaats romanschrijver. Daarnaast werkt hij als vertaler: hij vertaalde onder andere de roman Een nagelaten bekentenis van Marcellus Emants in het Engels. Ook publiceert hij kritieken en geeft hij in boeken en media regelmatig zijn mening over dierenrechten. Verder is Coetzee een fel tegenstander van apartheid, hoewel dat thema in directe zin nauwelijks voorkomt in zijn werk.
Coetzee was de eerste schrijver die tweemaal de Booker Prize won, in 1983 voor Life and times of Michael K. (Wereld en wandel van Michael K) en in 1999 voor Disgrace (In ongenade). Omdat hij de publiciteit omtrent de prijzen wilde mijden, kwam hij de prijzen niet ophalen. Toen hij in 2003 de Nobelprijs kreeg, was hij na Nadine Gordimer (1991) de tweede Zuid-Afrikaanse schrijver die deze eer ten deel viel.
Op 14 mei 2010 ontving hij een Nederlandse koninklijke onderscheiding, Ridder in de Orde van de Nederlandse Leeuw.

## Werk en thematiek
Coetzee schreef diverse romans, waarin vaak het thema terugkeert van de eenling die zich staande moet zien te houden binnen een groep. Ook behandelt hij in zijn romans vanuit verscheidene invalshoeken grote menselijke thema's, zoals liefde, geluk, eenzaamheid, angst, verdriet, goed en kwaad, of bijvoorbeeld de meer concrete vraag of mensen die geen kinderen hebben iets wezenlijks missen in het leven (Langzame man). 'Coetzees inzichten dringen diep door in ons wezen. Wat hij daar vindt is meer dan de meesten van ons van zichzelf willen weten,' schrijft Nadine Gordimer over zijn werk. Vanuit een heel compacte stijl weet Coetzee grote thema's uiterst dichtbij te brengen. Zijn oeuvre als totaliteit geeft een 'breed inzicht in het wezen van het mens-zijn', zo formuleert Arnon Grünberg.
Zijn roman In ongenade is een mooi voorbeeld van hoe hij complexe en grote thema's koppelt aan een ogenschijnlijk simpele verhaallijn. De 52-jarige hoofdpersoon prof. Lurie belandt in een uitzichtloze situatie nadat hij een verhouding had met een twintigjarige studente die hem zijn positie kost en korte tijd later zijn dochter wordt verkracht. Hij probeert van daaruit zichzelf te herdefiniëren; Lurie exploreert aldus grote thema's zoals de verhouding man-vrouw, blank-zwart, mens-dier, communicatieproblemen daarbij, misbruik van zwakkeren, de betekenis van kunst. De heldere en spannende verhaallijn houdt de zware filosofische thema's echter steeds een beetje op de achtergrond, waardoor een uitermate toegankelijke roman ontstaat. Die combinatie is typerend voor Coetzee.
In een viertal andere romans (Elizabeth Costello (2003), Dierenleven (1999), Langzame man (2005) en Als een vrouw ouder wordt (2008)), laat Coetzee de fictieve oudere Australische schrijfster Elizabeth Costello fungeren als zijn alter ego. Veel van zijn Costello-werken hebben een sterk essayistische inslag en integreren diverse van zijn lezingen.
Coetzee schreef ook drie autobiografische romans: Jongensjaren, Portret van een jongeman en Zomertijd.

## Werken
Nagenoeg het gehele oeuvre van Coetzee werd in Nederland vertaald, veelal door Peter Bergsma, uitgegeven door Uitgeverij Cossee.
- Dusklands (1974)
  - Schemerlanden (1986)
- In the Heart of the Country (1977) 
  - In het hart van het land (1985)
- Waiting for the Barbarians (1980) 
  - Wachten op de barbaren (2002)
- The Life and Times of Michael K (1983) 
  - Wereld en wandel van Michael K (1984)
- Foe (1986) 
  - Foe (1987 )
  - Mr.Foe en Mrs. Barton (2003)
- White Writing: On the Culture of Letters in South Africa (1988)
- Age of Iron (1990)
  - IJzertijd (1990 - later verschenen onder de titel IJzeren tijd)
- Doubling the Point: Essays and Interviews (1992)
- The Master of Petersburg (1994) 
  - De meester van Petersburg (1994)
- Giving Offense: Essays on Censorship (1996)
- Boyhood: Scenes from Provincial Life (1998)
  - Jongensjaren (1997)
  - Scènes uit de provincie (2012, ISBN 9789059363472, trilogie van de autobiografische romans Jongensjaren, Portret van een jongeman en Zomertijd)
- The Lives of Animals (1999)
  - Dierenleven (2001)
- Disgrace (1999, in 2008 verfilmd onder dezelfde titel) 
  - In ongenade (1999)
- Youth (2002) 
  - Portret van een jongeman (2002)
- Stranger Shores: Literary Essays, 1986-1999 (2002)
- Elizabeth Costello (2003)
  - Elizabeth Costello (2003)
- Landscape with Rowers: Poetry from the Netherlands (2003), tweetalig,  met een keuze uit het werk van achtereenvolgens Gerrit Achterberg, Sybren Polet, Hugo Claus, Cees Nooteboom, Hans Faverey en Rutger Kopland.
- Slow Man (2005; Coetzee schreef in 2012 ook het libretto voor de operaversie onder dezelfde titel van N. Lens) 
  - Langzame man (2005)
- Diary of a Bad Year (2007)
  - Dagboek van een slecht jaar (2007)
- Inner Workings: Essays 2000-2005 (2007)
- Summertime (2009)
  - Zomertijd (2009)
- Here and Now: Letters, 2008–2011 (2013, correspondentie met Paul Auster)
- The Childhood of Jesus (2013)
  - De kinderjaren van Jezus (2014, ISBN 9789059365285)
- The Good Story: Exchanges on Truth, Fiction and Psychoanalytic Psychotherapy (2015, gesprekken met Arabella Kurtz)
  - Het goede verhaal. Over fictie, waarheid en psychotherapie (2015, gesprekken met Arabella Kurtz, ISBN 9789059366350)
- The Schooldays of Jesus (2016)
  - De schooldagen van Jezus (2016, ISBN 9789059366855)
- Moral Tales (2017) 
  - De oude vrouw en de katten (2019, ISBN 9789059368590)
- The Death of Jesus (2019)
  - De dood van Jezus (2019, ISBN 9789059368750)
- The Pole (2023)
  - De Pool (2023, ISBN 9789464520606)

## Andere vertalingen
- Hij en zijn man (Met een antwoord van Arnon Grunberg - 2004)
- Wat is een klassieke roman? (2007, essay)
- Als een vrouw ouder wordt (2008)
- Een manier van vriendschap (2012, briefwisseling met Paul Auster)

## Secundaire literatuur
- J.C. Kannemeyer, J.M. Coetzee, een schrijversleven, Cossee, Amsterdam, 2012. ISBN 978-90-5936372-4
- David Atwell, Het universum van J.M. Coetzee. Oog in oog met de tijd, Cossee, Amsterdam, 2015. ISBN 978-90-5936611-4
- Hans Achterhuis, Coetzee, een filosofisch leesavontuur, Lemniscaat, Rotterdam, 2019. ISBN 978-90-4771098-1